# Université nationale Chiao Tung

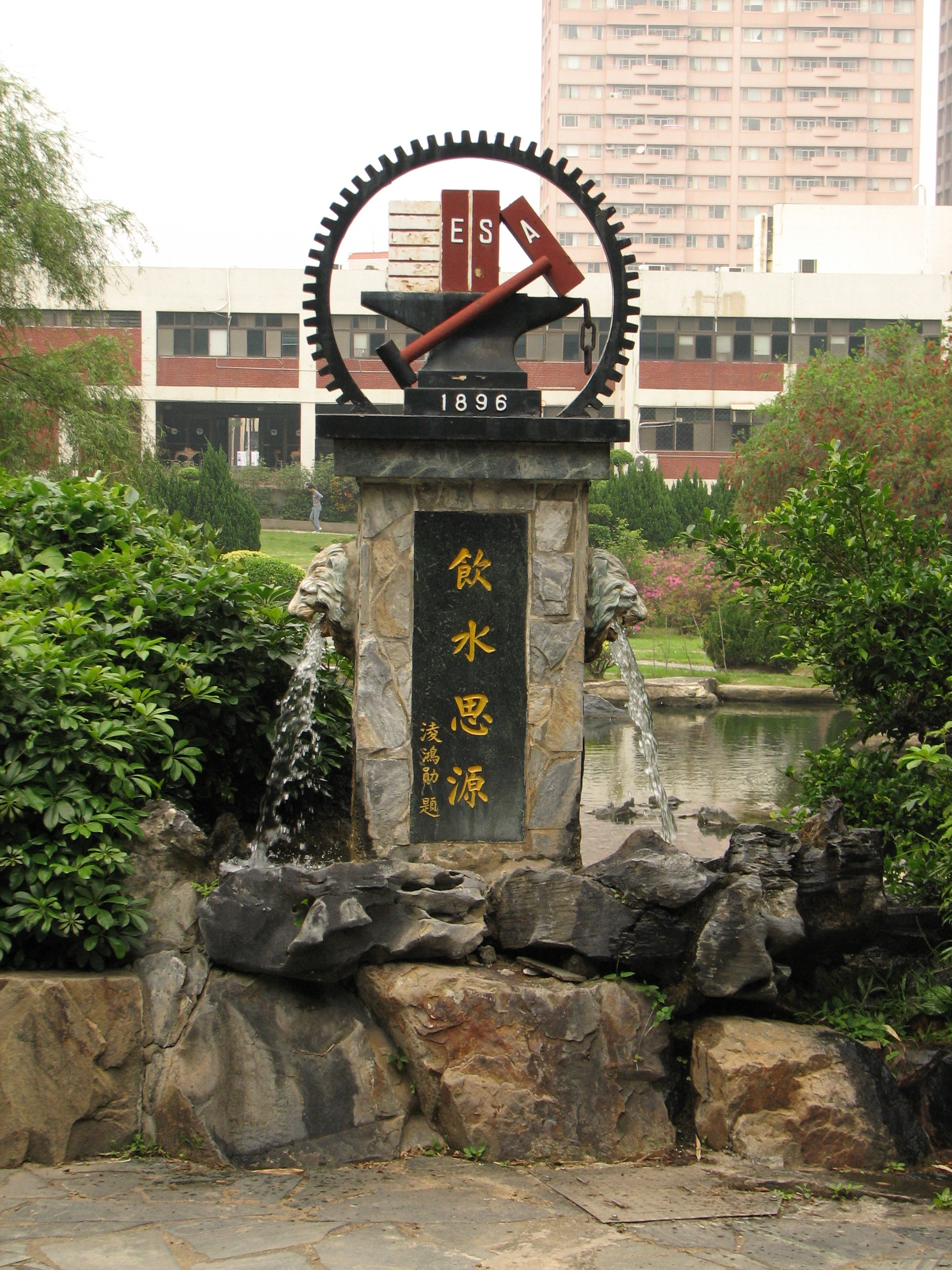
Université Nationale Chiao Tung.

 (septembre 2018).
Si vous disposez d'ouvrages ou d'articles de référence ou si vous connaissez des sites web de qualité traitant du thème abordé ici, merci de compléter l'article en donnant les références utiles à sa vérifiabilité et en les liant à la section « Notes et références ».
Ne doit pas être confondu avec Université nationale Yang Ming Chiao Tung.
L'université nationale Chiao Tung (souvent abrégée en NCTU, son acronyme anglais ; 國立交通大學 en chinois traditionnel) est une université publique taïwanaise à la pointe de la recherche universitaire, située à Hsinchu, Taïwan. Fondée en 1896 comme l'École publique Nanyang par un édit impérial de l'empereur Guangxu, elle a été surnommée « le MIT de l'Orient » depuis les années 1930. Après la guerre civile chinoise, NCTU a été rétablie à Hsinchu par d'anciens élèves et professeurs en 1958. L'université nationale Chiao Tung est considérée comme l'une des plus sélectives de Taïwan. Environ 65 % des directeurs d'entreprises dans le secteur des hautes technologies du parc scientifique de Hsinchu sont des anciens de NCTU. De 2006 à 2010, il y eut 336 brevets déposés et le montant des transferts de technologie a été de plus de 13 millions de dollars américains, ces deux performances étant classées premières parmi les universités de Taïwan.

## Histoire

### Sous la dynastie Qing
L'université nationale Chiao Tung a été fondée dans la banlieue de Shanghai, en 1896, seize ans avant la naissance de la république de Chine, sur la suggestion de Hsuan-Wai Sheng, ministre des Affaires étrangères de la dynastie Qing. L'université a d'abord été nommée collège Nanyang. Celui-ci fut créé pour répondre à la nécessité d'introduire la civilisation occidentale en Chine. Le collège était concentré uniquement sur la politique, le droit, et la traduction de livres occidentaux. Dans les dernières années de la dynastie Qing, le collège fut rebaptisé collège professionnel de l'enseignement supérieur et fut régi par le ministère des Postes et Transports. En incluant de nouveaux programmes de formation professionnelle, comme les affaires, le génie électrique, la gestion des livraisons, et la gestion des voies ferrées, le collège a joué un rôle majeur dans l'enseignement de la science et de l'ingénierie dans la Chine moderne.
Le ministère des Postes et Transports de la dynastie Qing agrandit le collège en développant trois autres campus : le collège des Chemins de fer à Tang-Shan (fondé en 1905), le collège de Gestion des chemins de fer à Peiping (1910), et le collège de la Marine marchande à Wu-Sun (1911).

### La république de Chine
Après la fondation de la république de Chine en 1912, les quatre campus du collège ont été réorganisés et régis par le ministère des Transports, qui était l'évolution du ministère des Postes et Transports de la dynastie Qing. Les noms de l'école de formation professionnelle de l'enseignement supérieur, du collège des Chemins de fer, et du collège de Gestion des chemins de fer ont été modifiés respectivement en collège industriel de Shanghai, collège industriel de Tang-Shan et collège de Gestion des chemins de fer, Postes et Télécommunications. En 1921, le ministère des Transports réunit ces trois campus sous un seul nom : université Chiao Tung. L'université réorganisa son système administratif, agrandit ses installations, et forma un nouveau conseil d'administration. Plus tard, ces trois campus furent réunis et séparés à plusieurs reprises et leurs noms modifiés plusieurs fois en raison de l'agitation politique.
En 1926, le campus de Shanghai créa son Institut de l'industrie, qui était consacré à la recherche en télécommunications. À la fin de l'expédition du Nord en 1928, l'université reprit le nom de Chiao Tung et fut régie par le nouveau ministère des Chemins de fer du gouvernement nationaliste. Le campus de Shanghai développa par la suite quatre collèges : le collège de l'Administration des chemins de fer, le collège de Génie civil, le collège de Génie mécanique, et le collège de Génie électrique. En 1930, le collège des Sciences, composé de trois départements : mathématiques, science et chimie, fut ajouté au campus. Dans le même temps, l'Institut de l'industrie de Shanghai fut élargi pour inclure l'Institut de l'industrie et de l'Institut d'économie.
En 1937, de même que tous les autres établissements de l'enseignement supérieur en Chine, l'université passa sous l'autorité du ministère de l'Éducation. Au cours de la guerre sino-japonaise, l'université déménagea dans la concession française de Shanghai, puis à divers endroits dans le centre de la Chine, tels que Chung Ching, Hsiang Tan, et le Pin Yueh. À la fin de la guerre, tous les secteurs de l'université retournèrent sur leur campus d'origine. Peu de temps après l'université fut dissoute lorsque les communistes prirent le contrôle de la Chine continentale en 1949.
En 1957, en raison de l'insistance des anciens élèves de l'université Chiao Tung à Taïwan comme à l'étranger et au vu de l'importance du développement de l'industrie de l'électronique pour l'économie nationale et la défense, les ministères de l'Éducation, des Communications, de l'Économie et de la Défense nationale recommandèrent conjointement au Yuan exécutif de rétablir l'université à son emplacement actuel à Hsinchu, Taïwan. Un comité préparatoire fut nommé, avec H. H. Lin, ancien président de l'université, siégeant en tant que président. En juillet 1958, la création de l'Institut d'électronique de l'université Chiao Tung fut officiellement reconnue par le gouvernement. L'institut offrait un programme d'études supérieures de deux ans menant à un diplôme de maîtrise de sciences en génie électrique. Le docteur S. M. Lee fut nommé en tant que premier directeur de l'Institut.
Dans le cadre d'un contrat entre le ministère de l'Éducation et l'Union internationale des télécommunications, le Centre de formation en télécommunications et électronique (TETC) fut établi à Hsinchu en 1961, avec un financement spécial des Nations unies. La TETC introduisit l'informatique, initia la diffusion télévisée et la fabrication sur l'île des premiers transistors et lasers à état solide.
À la suite du succès du TETC, le Centre d'informatique et d'électronique fut créé en 1962. Plus tard, en réponse aux demandes des anciens élèves et aux directives du ministère de l'Éducation, deux départements de premier cycle furent créés à NCTU en 1964 : le département d'électrophysique et le département d'ingénierie électronique. Dans la même année, la construction du laboratoire de recherche en semiconducteurs de l'université débuta. En 1965, le département d'ingénierie de régulation et le département de l'ingénierie des communications furent établis. En mai 1967, l'Institut de l'électronique fut officiellement transformé en collège d'Ingénierie, qui comprenait alors l'Institut d'électronique et quatre programmes de premier cycle. Le docteur K. K. Chung devint le premier président de l'université, de 1967 à 1969. Il fut remplacé par M. H. C. Liu, président de NCTU de 1969 à 1972.
En 1968, l'université lança un programme de doctorat dans le domaine de l'électronique. C'était le premier programme de niveau doctorat en sciences et technologie à Taïwan. En outre, au sein du collège d'Ingénierie, l'Institut des sciences de gestion fut fondé en 1970, et le département des sciences de gestion fut fondé en 1971.
En 1972, le docteur C. L. Shen devint président de l'université. Durant le mandat du docteur Shen, l'université se développa rapidement avec la mise en place du département de génie informatique (1972), du Service de la navigation et de l'ingénierie maritime (1973), le département du transport océanique (1973), le département de gestion du transport (1974) (les deux derniers départements ont été combinés dans le département de l'ingénierie de transport et de gestion en 1980), l'Institut d'informatique (1974), l'Institut de la circulation et des transports (1976), le département de génie mécanique (1976), l'Institut de mathématiques appliquées (1977), et le département de génie civil (1978). En outre, au cours de cette période, l'université mena au niveau national un projet de recherche en électronique, avec le soutien du Conseil national des sciences de la république de Chine.
En août 1978, le docteur N. H. Kuo, un ancien élève de NCTU, fut nommé président de l'université. Au cours de son mandat, l'école grandit pour devenir une université complète, avec douze départements et douze instituts d'études supérieures. Ces programmes ont été répartis en trois collèges : le collège des Sciences, le collège d'Ingénierie, et le collège de Gestion.
Les instituts établis sous la présidence du docteur Kuo comprenaient : l'institut des sciences de l'information (1980), l'institut d'Ingénierie électro-optique (1980), l'institut de Chimie appliquée (1981), l'institut de l'Ingénierie de régulation (1982), et l'institut de Génie mécanique (1982). En 1982, le Centre de recherche en semi-conducteurs fut mis en place en coopération avec le Conseil national des sciences. En 1984, le Centre de recherche des sciences et technologies de l'information  et de la microélectronique fut fondée. Le Service de la navigation et de l'ingénierie maritime fut incorporé dans le département de génie industriel et de la gestion. En 1985, l'institut de Génie civil fut créé au sein du collège de l'Ingénierie.
L'université nationale Chiao Tung fusionne avec l'université nationale Yang-Ming le 1er février 2021, conduisant à la fondation de l'université nationale Yang Ming Chiao Tung.

## Spécialités

### Chimie appliquée
Une caractéristique particulière de NCTU est qu'elle attire un nombre relativement important d'étudiants, d'enseignants et de chercheurs étrangers, ce qui met en évidence l'intensification de la tendance à l'internationalisation de l'enseignement supérieur taïwanais. Par exemple, le département de chimie appliquée à NCTU emploie environ 15 professeurs étrangers. Les points forts du département de chimie appliquée à la NCTU incluent : la spectroscopie en temps résolu, la spectrométrie de masse, l'étude des polymères, la bioanalyse, les nanotechnologies et la chimie verte.
En 2013, le programme international de master pour la science des matériaux moléculaire et la biologie chimique interdisciplinaire  (SPIMS) a été lancé. Les étudiants de SPIMS reçoivent un choix de sujets de science des matériaux et de biologie chimique. Les cours sont donnés en anglais. Le département a des liens étroits avec l'Academia sinica, avec qui il a ouvert un programme d'études supérieures en sciences et technologies de chimie durable.

### Commerce et gestion
Le programme MBA de commerce de NCTU est accrédité AASCB et est classé dans le top cinq des programmes de ce type pour toute l'Asie par le magazine d'affaires Asia Inc. Les anciens élèves de commerce de NCTU dominent le secteur financier à Taïwan, avec plus de cadres supérieurs diplômés de NCTU que de toutes les autres universités du pays. Son programme de MBA Global est multinational, avec des étudiants étrangers composant 50 % des effectifs. Le corps étudiant comprend les étudiants d'Amérique du Nord, d'Europe, d'Amérique du Sud et d'Asie chaque année. Les meilleurs élèves reçoivent un mentorat personnel par des cadres d'entreprise grâce au programme de mentorat des anciens élèves de l'université.

### Informatique
Basé sur les indicateurs essentiels des sciences compilés par l'Institut pour l'information scientifique (ISI), NCTU est classée 21e dans le monde entier pour le domaine de l'informatique. Selon le classement académique des universités mondiales de 2013 menées par l'université Jiao-tong de Shanghai, NCTU se classe 35e en informatique.

### Génie électrique
Basé sur le classement académique des universités mondiales de l'université Jiaotong de Shanghai, NCTU est 3e pour Taïwan (et la partie continentale de la Chine et Hong Kong), et est dans le top dix de la région Asie/Pacifique dans le domaine de l'ingénierie.

## Professeurs et anciens élèves

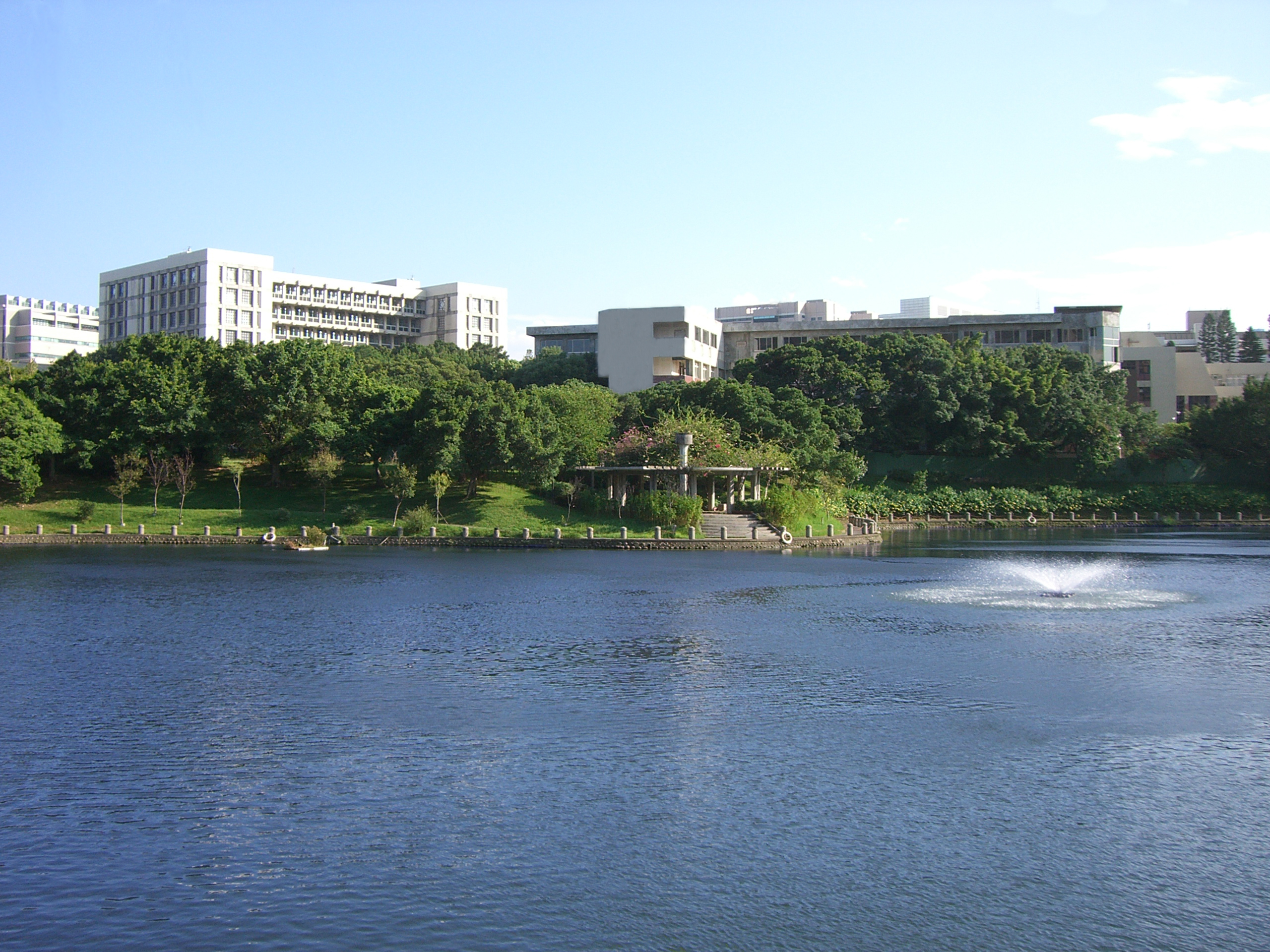

En tant qu'université technologique de pointe, NCTU a un corps enseignant qui comprend des docteurs des meilleures universités du monde. Ils incluent sans y être limités : Cambridge, Harvard, Stanford, Berkeley, le MIT, les universités de Londres, Paris et Tokyo. NCTU a plus de membre de l'IEEE (16) parmi ses professeurs que toute autre université à Taïwan. Un certain nombre d'anciens professeurs occupent maintenant des postes importants dans le gouvernement de Taïwan.
En plus de l'engagement politique, les anciens de NCTU dominent les secteurs de l'électronique, de l'informatique et de la finance à Taïwan, avec plus de 500 présidents et PDG. De nombreux anciens élèves retournent à l'université en tant que professeurs invités.
Tous les cinq ans, les anciens élèves et des représentants de l'école se réunissent pour célébrer les réussites scolaires et en expression de solidarité. L'association des anciens élèves de NCTU organise cet événement et fournit un soutien pour les nouveaux diplômés.

## Organisation
NCTU comprend huit collèges : sciences et technologies biologiques, informatique, génie électrique, ingénierie, études hakka (études sur la culture hakka), humanités et sciences sociales, gestion, et science. L'école de droit inclut l'Institut de droit de la technologie.

## Programmes internationaux
NCTU participe au programme bio-informatique du Taiwan International Graduate Program de l'Academia Sinica, principale institution de recherche académique à Taïwan.

## Bibliothèque et culture
La bibliothèque de NCTU, située au centre du campus de l'université, abrite la plus grande collection de littérature anglaise à Taïwan. Avec deux étages dédiés à des textes en anglais, elle est plus grande que beaucoup de bibliothèques en langue anglaise de colleges américains. La bibliothèque s'étend sur un espace de 32 000 mètres carrés et est située dans un cadre pittoresque avec un jardin taïwanais. Elle contient plus d'un million de volumes de textes imprimés, plus de 3 000 périodiques, plus de 10 000 revues scientifiques au format numérique et de plus de 100 bases de données de références.
NCTU comprend des musées artistiques, culturels et scientifiques. Au septième étage de la bibliothèque se trouve un jardin traditionnel taïwanais qui rappelle une paisible cour intérieure. Dans le grand hall sont exposés des objets anciens. Le hall de la bibliothèque dispose également d'un piano à queue, où les étudiants de l'institut de Musique montrent parfois leurs talents. Des salles d'exposition sont disposées dans la bibliothèque, exposant des talents artistiques, des objets anciens, des œuvres d'art et des découvertes scientifiques. Quelques-unes des salles d'exposition sont dédiées à la présentation d'œuvres des étudiants. NCTU tient un musée sur l'histoire de l'université, où des documents originaux de l'université exposés.
Beaucoup d'étudiants visitent le temple de Tu Di Gong (dieu du folklore chinois) situé en face de la porte du Nord, afin de prier avant leurs examens pour obtenir de bonnes notes.

## Anciens élèves, professeurs et diplômés Honoris Causa célèbres
- Robert H. Rines, inventeur du radar et sonar
- Stan Shih, le fondateur d'Acer
- Jack Kilby, lauréat du prix Nobel de physique en 2000
- Yuan T. Lee, lauréat du prix Nobel de chimie en 1986
- Simon Sze, inventeur du transistor à grille flottante
- Leo Esaki, lauréat du prix Nobel de physique
- Gao Xingjian, lauréat du prix Nobel de littérature
- M. C. Frank Chang, professeur de génie électrique, de UCLA
- Hsinchun Chen, McClelland, professeur de systèmes d'information de gestion, université de l'Arizona
- Jin Au Kong, professeur de génie électrique, MIT
- Edward Yang, réalisateur
- Giddens Ko, blogueur, auteur et réalisateur de films
- Joyce C. H. Liu, directeur de l'EII-UST, professeur d'étude de la culture

## Professeurs
- Wai-Chi Fang, professeur président TSMC
- Yi-Lin Bing, département d'informatique et d'ingénierie informatique
- Joyce C. H. Liu, Institut de recherche sociale et études culturelles
- Henryk Witek, département de chimie appliquée
- I-Chen Wu, département d'informatique

## Sport
Les installations sportives de NCTU accueillent les équipes sportives de l'université. Il est important dans la philosophie orientale d'exercer l'esprit et le corps, de sorte qu'ils soient en harmonie. La scène sportive est ouverte à tous les étudiants.
NCTU participe au tournoi inter-universitaire le plus renommé du pays, le Tournoi Mei-Chu. Le tournoi annuel entre NCTU et sa rivale la National Tsing Hua University (NTHU) a été comparé à la course de bateau entre Oxford et Cambridge. NCTU et NTHU ont tenu l'évènement tous les ans depuis 1968 et NCTU détient actuellement le trophée depuis 1999.

## Architecture et campus
L'université applique la philosophie orientale du feng shui. Des efforts ont été faits lors de la construction pour établir un équilibre entre les bâtiments et la nature. La conception des bâtiments essaie de trouver un équilibre entre les valeurs traditionnelles orientales et la modernité. Des jardins sont parsemés à travers le campus pour créer un environnement pacifique favorable à l'apprentissage. Des artistes de renom, y compris Yuyu Yang ont contribué aux sculptures et objets d'art qui parsèment le campus.

## Classement
Selon le classement académique des universités mondiales par l'université Jiao Tong de Shanghai, NCTU se place au 35e rang dans l'informatique en 2013. Elle est également classée 50e dans le monde entier pour le domaine de l'ingénierie en 2012. Nature Publishing Index donne à NCTU le 3e rang parmi les universités de Taïwan. L'université Chiao Tung de Taïwan, avec ses universités-sœurs telles que l'université Jiao-tong de Shanghai (en Chine continentale), forment le plus grand réseau d'anciens élèves de la région Asie/Pacifique et attire des étudiants de plus de 42 pays à travers le monde.